# Вардосанидзе, Леван Григорьевич
Леван Григорьевич Вардосанидзе — советский хозяйственный, государственный и политический деятель.

## Биография
Родился в 1925 году в Грузинской ССР. Член КПСС с 1952 года.
С 1943 года — на хозяйственной, общественной и политической работе. В 1943—1985 гг. — рабочий, старший табельщик шахты треста «Ткибулуголь», студент Тбилисского института инженеров железнодорожного транспорта, работник системы железнодорожного транспорта Грузинской ССР, начальник станции, начальник Самтредского и Тбилисского отделений дороги, первый заместитель начальника, начальник Закавказской железной дороги.
Избирался депутатом Верховного Совета СССР 10-го и 11-го созывов. Делегат XXVI съезда КПСС.
Умер после 1990 года.